# Saison 13 de Navarro
Chronologie
Saison 12 Saison 14
Cet article présente la liste des différents épisodes de la treizième saison de la série télévisée Navarro.

## Distribution[1]
- Roger Hanin (Antoine Navarro)
- Emmanuelle Boidron (Yolande Navarro)
- Maurice Vaudaux (Commissaire divisionnaire Waltz)
- Jacques Martial (Bain-Marie)
- Catherine Allegret (Ginou)
- Daniel Rialet (Inspecteur Joseph Blomet)
- Christian Rauth (Inspecteur René Auquelin)
- Jean-Claude Caron (Borelli)

## Épisodes

### Épisode 1
Emmanuelle Boidron (Yolande)

Mikaël Chirinian (Didier Médard)

Béatrice Bencsik (Catherine Fanlac)

Patrick Forster-Delmas (Alain Casa)

Daniel Rivière (Vincent Fanlac)

Mbembo (Peggy)

Andréa Parisy (Romane)

### Épisode 2
Delphine Rollin (Johanna)

Zelfa (Souad)

Christian Morin (Pierre Laferté)

Saïd Amadis (Nasser)

### Épisode 3
Muriel Combeau (l'infirmière Catherine Berger)

Jean-Yves Berteloot (le docteur Petit)

Pierre Saintons (Théo)

Alexandre Zioto (Joël Coruble)

Claire Pataut (Magali Delalande)

### Épisode 4
Emmanuelle Boidron (Yolande)

Lucien Layani (Gabriel Assante)

Sacha Rau (Véronique Assante)

Geneviève Fontanel (la duchesse)

Jacques Bonnot (Werner)

Jacques Martial (Bain-Marie)

Philippe Girard (Sydney Koskas)

### Épisode 5
Alexandre Stycker (Luc)

Jean-Noël Cridlig-Veneziano (Miguel)

Marie Fugain (Carole Maudiard)

Nicolas Vaude (Jean-Patrick)

Florence Giorgetti (madame Mongeot-Fleury)